# Campeonato Rondoniense 1996
In 1996 werd het 50ste Campeonato Rondoniense gespeeld voor voetbalclubs uit de Braziliaanse staat Rondônia. De competitie werd georganiseerd door de FFER en werd gespeeld van 26 mei tot 4 augustus. Er werden twee toernooien gespeeld, omdat Ji-Paraná beide won was er geen finale om de titel nodig. 

## Eerste toernooi
| Plaats | Club             | Wed. | W | G | V | Saldo | Ptn. |
| ------ | ---------------- | ---- | - | - | - | ----- | ---- |
| 1.     | Ji-Paraná        | 4    | 3 | 0 | 1 | 5:3   | 9    |
| 2.     | Cruzeiro         | 4    | 2 | 1 | 1 | 8:5   | 7    |
| 3.     | Grêmio           | 4    | 1 | 1 | 2 | 4:4   | 4    |
| 4.     | União Cacoalense | 4    | 1 | 1 | 2 | 6:10  | 4    |
| 5.     | Ariquemes        | 4    | 0 | 3 | 1 | 2:3   | 3    |

|  | Geplaatst voor finale |

## Tweede toernooi
| Plaats | Club             | Wed. | W | G | V | Saldo | Ptn. |
| ------ | ---------------- | ---- | - | - | - | ----- | ---- |
| 1.     | Ji-Paraná        | 4    | 4 | 0 | 0 | 5:0   | 12   |
| 2.     | Grêmio           | 4    | 2 | 0 | 2 | 5:4   | 6    |
| 3.     | Ariquemes        | 4    | 2 | 0 | 2 | 0:2   | 6    |
| 4.     | Cruzeiro         | 4    | 1 | 1 | 2 | 5:6   | 4    |
| 5.     | União Cacoalense | 4    | 0 | 1 | 3 | 3:6   | 1    |

|  | Geplaatst voor finale |

### Kampioen
| Campeonato Rondoniense de 1996 |
| Rondônia                       |
| ------------------------------ |
| JI-PARANÁ Kampioen (4° titel)  |